# Zanderij
Zanderij é uma localidade do norte do Suriname distante 50 km da capital Paramaribo. Abriga o Aeroporto Internacional Johan Adolf Pengel, que serve a capital e principal porta de entrada do país. 